# Mannia controversa
Mannia controversa är en bladmossart som först beskrevs av Charles Meylan, och fick sitt nu gällande namn av D.B.Schill. Mannia controversa ingår i släktet klotmossor, och familjen Aytoniaceae.
Artens utbredningsområde är Schweiz. Inga underarter finns listade i Catalogue of Life.